# Lava (Corse)
Pour les articles homonymes, voir Lava.
 (mai 2014).
Le ruisseau de Lava est un petit fleuve côtier français du département de la Corse-du-Sud, en région Corse, qui se jette dans la mer Méditerranée.

## Géographie
D'une longueur de 12,6 kilomètres, le Lava prend sa source sur la commune d'Appietto à l'altitude 640 mètres, et à moins 100 mètres de la Bocca a Foce (664 m).
Il coule globalement de l'est vers l'ouest.
Il a son embouchure sur la commune de Appietto, juste au nord de la commune d'Alata, à l'altitude 0 mètres, dans le golfe de Lava (ou Golfu di Lava en corse) et à 500 mètres de la tour génoise la Tour Pelusella.
Les cours d'eau voisins sont le ruisseau de Cavallu Mortu, la Gravona et le Prunelli au sud et sud-est et au nord-est le Liscia puis le Liamone.

### Communes et cantons traversés
Dans le seul département de la Corse-du-Sud, le Lava traverse une commune et un canton :
- dans le sens amont vers aval : (source et embouchure) Appietto.

Soit en termes de cantons, le Lava prend source et a son embouchure dans le même canton d'Ajaccio-7.

### Bassin versant
Le ruisseau de Lava traverse une seule zone hydrographique « Côtiers du ruisseau de Lava au Liamone » de 103 km2 de superficie.

### Organisme gestionnaire
L'organisme gestionnaire est le Comité de bassin de Corse, depuis la loi corse du 22 janvier 2002.

## Affluents
Le Lava a onze affluents référencés :
- ----- le ruisseau de Sant'Andrea (rd) 1 km, sur la seule commune d'Appietto.
- ----- le ruisseau de Forcalu (rd) 1,4 km, sur la seule commune d'Appietto.
- ----- le ruisseau de Ficarella (rd) 1,4 km, sur la seule commune d'Appietto.
- ----- le ruisseau de Vita (rd) 1,3 km, sur la seule commune d'Appietto.
- le ruisseau de Pedone (rg) 1,2 km, sur la seule commune d'Appietto.
- le ruisseau de la Scopa (rg) 1,2 km, sur la seule commune d'Appietto.
- le ruisseau de Petra Bianca (rg) 1,1 km, sur la seule commune d'Appietto.
- ----- le ruisseau de Verginaccia (rd) 3 km, sur la seule commune d'Appietto et prenant source à la Bocca san Bastiano et de la Punta Vida (469 mètres) près de la chapelle San Sebastiano.
- ----- le ruisseau de San Silvestro (rd) 1,5 km, sur la seule commune d'Appietto.
- ----- le ruisseau de Monte Rossu (rd) 1,8 km, sur la seule commune d'Appietto.
- le ruisseau de Loriaggiu et s'appelant aussi en partie haute le ruisseau de Castagnula (rg) 7,3 km, sur les deux communes d'Appietto et Alata avec trois affluents :
  - ----- le ruisseau de San Gavinu (rd) 3,1 km, sur la commune d'Alata avec un affluent :
    - ----- le ruisseau de Grugnellu (rd) 1,8 km, sur la seule commune d'Alata.

  - le ruisseau de Muchiesi (rg) 2 km, sur la seule commune d'Alata.
  - ----- le ruisseau de l'Albetronu (rd) 1,9 km, sur les deux communes d'Appietto et Alata avec un affluent :
    - ----- le ruisseau de Cavucellu (rd) 1,4 km, sur la seule commune d'Appietto.

### Rang de Strahler
Le rang de Strahler est de quatre par le ruisseau de Loriaggiu, ruisseau de San Gavinu et le ruisseau de Grugnellu.